# Граничні умови Борна-Кармана
Граничні умови Борна-Кармана — періодичні граничні умови, які накладаються на хвильові функції в нескінченному середовищі з трансляційною симетрією з метою дискретизації неперервного спектру одноелектронних станів.
За теоремою Блоха, хвильові функції в середовищі з трансляційною симетрією, наприклад, в нескінченному кристалі, мають вигляд
{\displaystyle \psi (\mathbf {r} )=e^{i\mathbf {k} \cdot \mathbf {r} }\phi (\mathbf {r} )},
де {\displaystyle \phi (\mathbf {r} )} — періодична функція.
При застосуванні граничних умов Борна-Кармана додатково вимагають періодичності хвильової функції з періодом {\displaystyle N\mathbf {a} }, де {\displaystyle \mathbf {a} } — базовий вектор елементарної комірки кристала, а N — велике число. В такому випадку хвильовий вектор {\displaystyle \mathbf {k} } може мати тільки дискретні значення (залежні від N):
{\displaystyle \mathbf {k} _{i}={\frac {i}{N}}\mathbf {b} },
де {\displaystyle \mathbf {b} } — вектор оберненої ґратки.
Дискретизація спектру проводиться для зручності роботи з хвильовими функціями і квантовими числами.
При виконанні підсумовувань по хвильових векторах зручно проводити обернений перехід до неперервного спектру за схемою
{\displaystyle \sum _{\mathbf {k} }\rightarrow {\frac {V}{(2\pi )^{3}}}\int d^{3}k},
де V — об'єм кристала.